# Oliver Wahlstrom
Oliver Wahlstrom (Yarmouth, Maine, 13 de junio de 2000) es un jugador profesional estadounidense de hockey sobre hielo que se desempeña en la posición de extremo derecho en New York Islanders, equipo de la National Hockey League (NHL).

## Carrera
Fue seleccionado en la primera ronda en la NHL Entry Draft de 2018. En 2019 hizo su debut profesional con el equipo New York Islanders, donde lleva jugando cinco temporadas.